# 特變電工
特变电工股份有限公司（英语：TBEA，简称“特变电工”），是中国装备制造业核心企业，中国变压器行业首家上市公司，旗下拥有特变电工（上交所：600089）和新疆众和（上交所：600888）两只上市股票。公司总部位于中国新疆维吾尔自治区昌吉回族自治州昌吉市延安南路52号。

## 历史

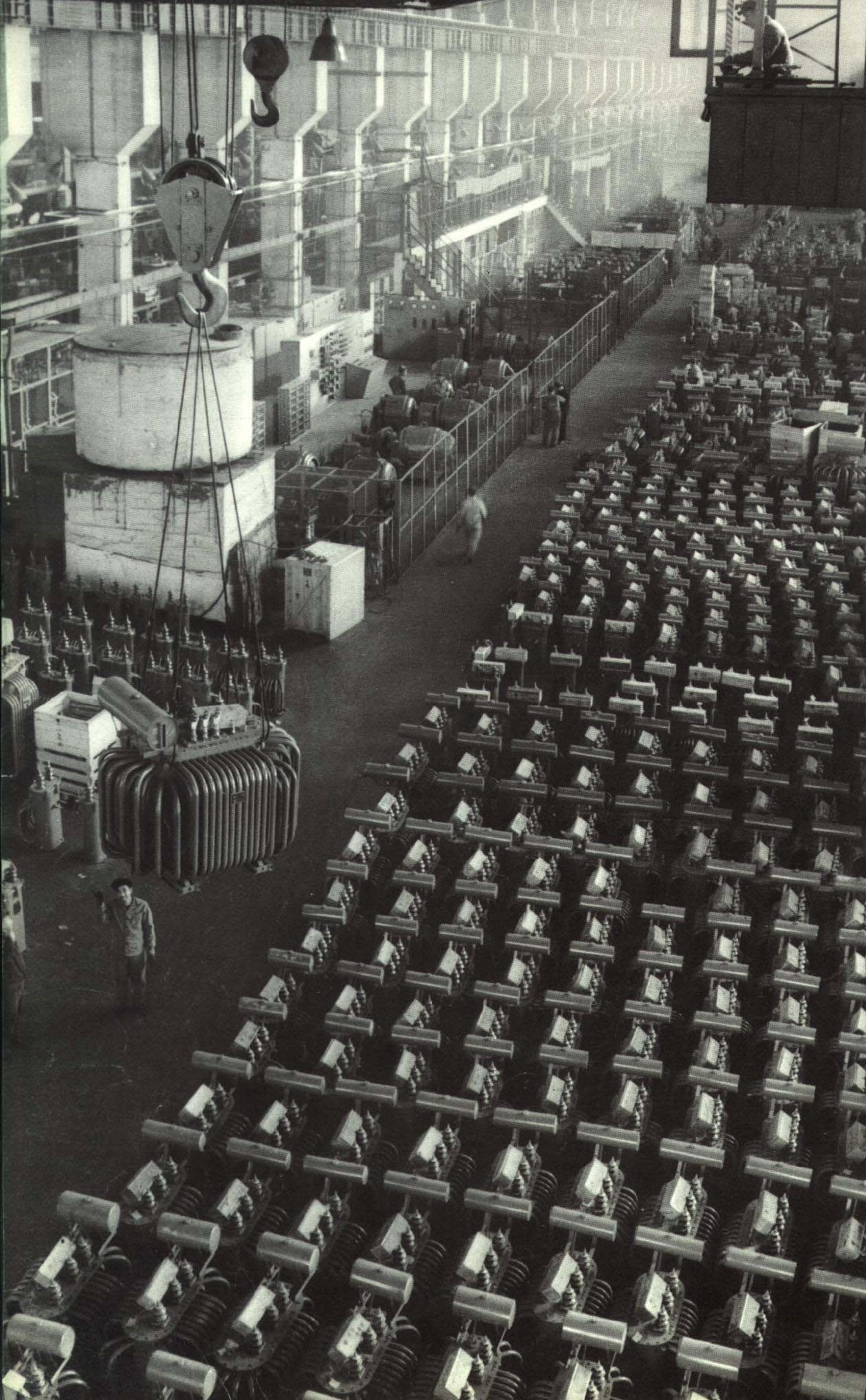
1965年的沈阳变压器厂

该公司自1988年改制以来，先后并购了新疆线缆厂、沈阳变压器厂、衡阳变压器厂等公司，在全国现拥有14家全资子公司和若干控股公司，10座产业园。在海外拥有印度特种变压器产业园，塔吉克斯坦能源公司，塔吉克斯坦矿业公司等公司。
特变电工股份有限公司是中国最大的变压器、特种变压器、电线电缆、高压电子铝箔新材料、太阳能核心控制部件研发、制造和出口基地。拥有对外经济技术合作经营权和国家外援项目建设资质。变压器生产能力位居世界第一位。公司已形成了以能源为基础，包括输变电高端制造、电力系统集成解决方案、新能源、新材料五大产业集群。综合实力位居世界机械500强317位、中国机械百强第10位，中国变压器百强第1位。
特变电工分别在新疆、四川、湖南、天津、山东、辽宁、陕西、南京等地建有九个现代化的工业园区。

## 特变电工股份有限公司组织架构
1. 特变电工新疆变压器厂
2. 特变电工沈阳变压器集团有限公司
3. 特变电工衡阳变压器有限公司
4. 天津市特变电工变压器有限公司
5. 特变电工山东鲁能泰山电缆有限公司
6. 特变电工德阳电缆股份有限公司
7. 特变电工新疆线缆厂
8. 新疆新能源股份有限公司
9. 新疆众和股份有限公司
10. 新特能源股份有限公司
11. 特变电工国际成套有限公司
12. 特变电工股份有限公司能源动力公司
13. 新疆天池能源有限责任公司
14. 国际工程有限公司

## 十大工业园区

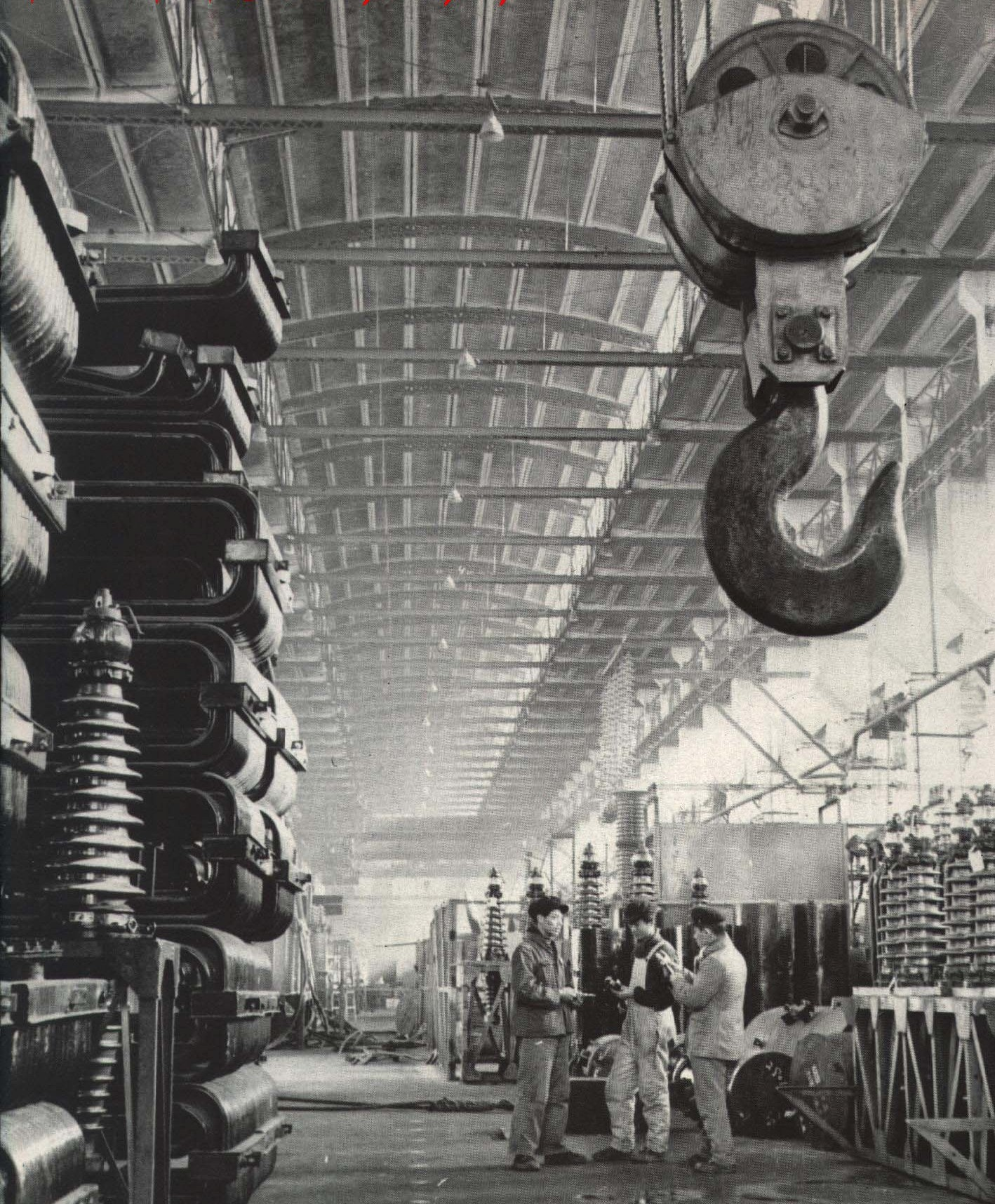
1963年的沈阳变压器厂

1. 西北工业园（新疆维吾尔自治区 昌吉回族自治州 特变电工新疆变压器厂，特变电工新疆线缆厂，新疆天池能源有限责任公司特变电工股份有限公司能源动力分公司）
2. 新疆新材料工业园（新疆维吾尔自治区 乌鲁木齐 新疆众和股份有限公司）
3. 新疆新能源工业园（新疆维吾尔自治区 乌鲁木齐 特变电工新能源股份有限公司）
4. 新疆新材料产业园（新疆维吾尔自治区 石河子 新疆众和股份有限公司）
5. 东北工业园（辽宁省 沈阳市 特变电工沈阳变压器有限公司）
6. 华北工业园（天津市 特变电工天津变压器有限公司）
7. 华南工业园（湖南省 衡阳市 特变电工衡阳变压器厂）
8. 华东工业园（山东省 泰安市 特变电工山东鲁能泰山电缆有限公司）
9. 西南工业园（四川省 德阳市 特变电工(德阳)电缆股份有限公司）
10. 北京办事处（北京市 北京成套项目总承包公司）

## 特变电工参与的中国能源重点工程
- 世界上输送距离最远、传输容量最大的哈郑线±800千伏特高压直流输电线路
- 世界上首条商业运行的1000千伏晋东南-南阳-荆门特高压交流输电线路
- 世界装机容量最大的台山2×175万千瓦核电站
- 安徽平圩百万千瓦大型火电站
- 溪洛渡百万千瓦大型水电站
- 向上±800千伏特高压直流输电线路
- 溪浙±800千伏特高压直流输电线路
- 浙福1000千伏特高压交流输电线路

## 特变电工海外产业与海外项目

### 特变电工海外产业
- 特变电工印度输变电高端装备产业园
- 特变电工塔吉克斯坦能源公司
- 特变电工塔吉克斯坦矿业公司
- 特变电工意大利北部光伏电站

### 特变电工海外工程项目
- 塔吉克斯坦500千伏杜尚别变电站EPC工程
- 吉尔吉斯斯坦达特卡500kV变电站EPC工程
- 苏丹东部AROMA变电站及输电线路EPC工程
- 埃塞俄比亚400kV输电线路EPC工程
- 赞比亚东部地区电网输变电工程
- 安哥拉北部电网输变电工程
- 多哥索科地输变电工程
- 坦桑尼亚输变电工程
- 巴基斯坦100MW太阳能光伏电站
- 肯尼亚首都内罗毕220千伏和66千伏电网改造升级
- 乌干达农村电气化项目
- 孟加拉达卡地区电网系统扩容和升级项目
- 津巴布韦鼎森400kV输变电项目